# At War with Satan
At War with Satan – trzeci album studyjny grupy Venom wydany w kwietniu 1984.

## Lista utworów
1. „At War with Satan” – 19:57
2. „Rip Ride” – 3:08
3. „Genocide” – 3:58
4. „Cry Wolf” – 4:18
5. „Stand Up (And Be Counted)” – 3:31
6. „Women, Leather and Hell” – 3:21
7. „Aaaaargghh” – 2:24

## Lista utworów z reedycji z roku 2002
1. „At War with Satan” – 19:57
2. „Rip Ride” – 3:08
3. „Genocide” – 3:58
4. „Cry Wolf” – 4:18
5. „Stand Up (And Be Counted)” – 3:31
6. „Women, Leather and Hell” – 3:21
7. „Aaaaargghh” – 2:24
8. „At War With Satan (Bonus) (TV Adverts)” - 1:04
9. „Warhead (Bonus)” - 3:40
10. „Lady Lust (Bonus)” - 2.48
11. „The Seven Gates Of Hell (Bonus)” - 5:28
12. „Manitou (Bonus)” - 4:42
13. „Woman (Bonus)” - 2:56
14. „Dead Of Night (Bonus)” - 4:09
15. „Manitou (Bonus) (Abbey Road uncut mix)” - 4:49

## Twórcy
- Cronos - gitara basowa, śpiew
- Mantas - gitara elektryczna
- Abaddon - perkusja